# کوه تشگر
کوه تشگِر با ارتفاع ۳۲۶۷ متر، بلندترین قله استان هرمزگان ایران است. قله تشگر بلندترین نقطه کوه هماگ یا همای است که در فاصله ۶۰ کیلومتری شمال شهرستان بندرعباس و در قسمت جنوبی شهرستان حاجی‌آباد قرار دارد و از بلندترین ارتفاعات استان هرمزگان به‌شمار می‌رود.

## جغرافیا
کوه هماگ بلندترین ارتفاعات استان هرمزگان از رشته کوه‌های زاگرس جنوبی و بخشی از از زاگرس چین‌خورده است. چین خوردگی‌ها و گسل‌ها اغلب از روند شمال‌غربی و جنوب‌شرقی زاگرس پیروی می‌کنند. این کوه از نظر ساختار و سازندها دارای تنوع زیادی است. تنوع ساختاری باعث شده بیرون زدگی‌های سنگی فراوان پرتگاه‌ها و دامنه‌های واریزه‌ای به شکل‌ها و جهت‌های مختلف در منطقه دیده شود.
کوه‌های منطقه هماگ به دلیل ساختار کوهستانی از آب و هوای معتدل تری نسبت به اراضی پیرامونی خود برخوردار است. به‌طور کلی آب و هوای منطقه در ردیف گرم و خشک بوده و در ارتفاعات زمستان‌ها سرد و تابستان‌ها معتدل است. میزان بارش این منطقه نیز نسبت به سایر نقاط استان هرمزگان بیشتر بوده و بارندگی سالانه آن بین ۳۰۰ تا ۴۰۰ میلی‌متر است.